# Friedrich von Schäffer-Bernstein

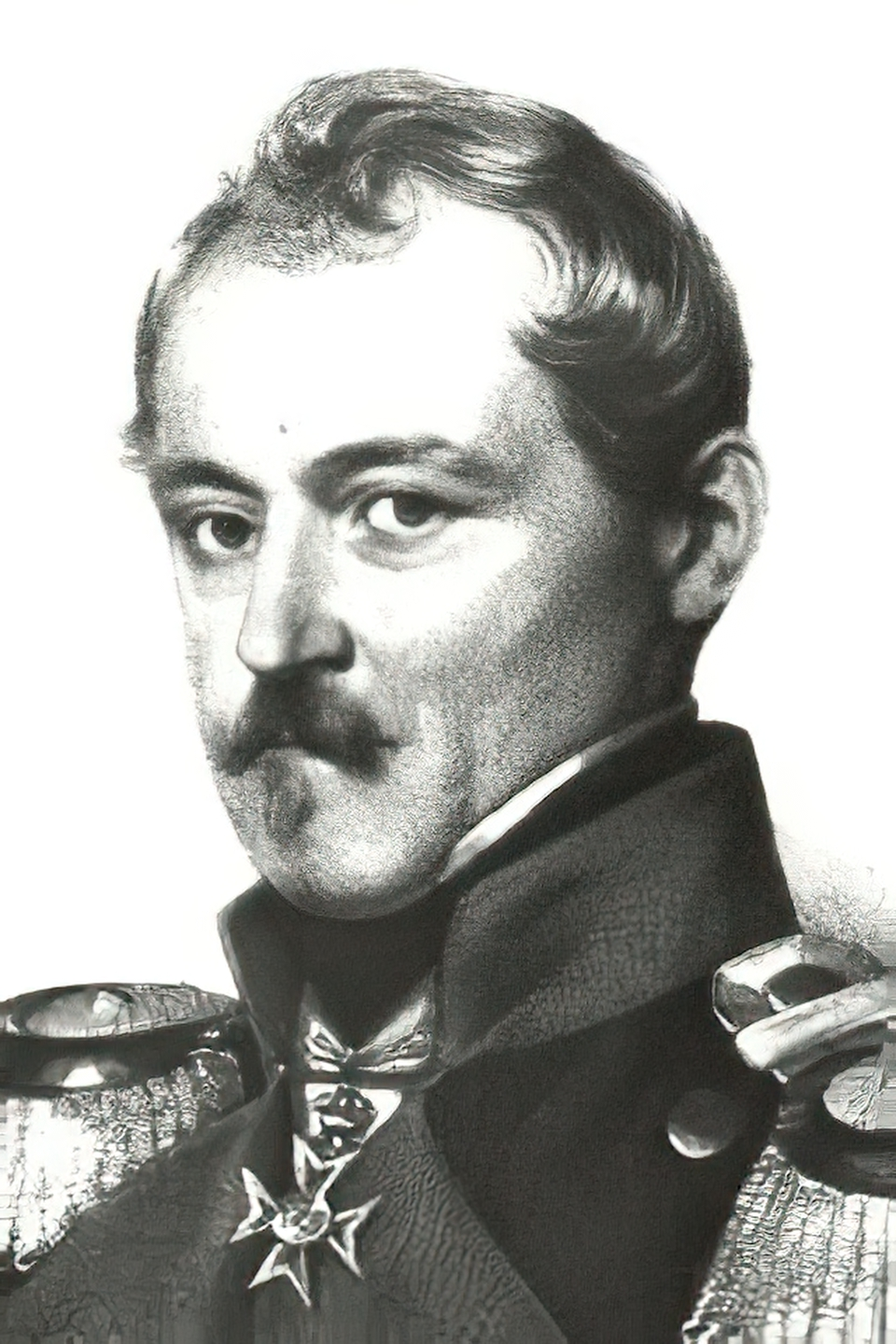
Friedrich von Schäffer-Bernstein

Friedrich Ferdinand Wilhelm Schäffer von Bernstein, ab 1813 Freiherr von Schäffer-Bernstein (* 9. Dezember 1790 in Bettenhausen; † 1. Dezember 1861 in Darmstadt) war ein großherzoglich hessischer General der Infanterie und Kriegsminister.

## Familie
Friedrich war der Sohn des späteren Generals Johann Georg Freiherr von Schäffer-Bernstein und dessen Ehefrau Luise, geborene Freiin von und zu Mansbach (1757–1810). Die Familie war evangelisch.
Friedrich von Schäffer-Bernstein heiratete 1823 Bertha d’Orville aus Offenbach am Main (1802–1878). Sie war die Tochter des Fabrikanten Jakob Philipp d’Orville (1773–1842) und seiner Frau, Gertrud, geborene Pottgeisser (1782–1820) aus Koblenz. Aus der Ehe gingen hervor:
- August Georg Philipp Adolf Hermann (1832–1861), Hofstallmeister
- Adolf Georg Jakob Karl (1834–1870[Anm. 1]), Hauptmann

## Karriere

### Militär und Diplomat
Am 15. Dezember 1804 trat Friedrich Schäffer von Bernstein als Fähnrich in das zur westfälischen Brigade gehörenden preußischen Füsilierbataillon „von Ernest“ ein, in dem er bis Oktober 1806 diente. Am 25. Februar 1807 trat er als Sekondeleutnant in das großherzoglich-hessische Gardefüsilierbataillon ein und kämpfte im Vierten Koalitionskrieg 1807 gegen Preußen. 1809/10 begleitete er als Adjutant seinen Vater auf französischer Seite im napoleonischen Spanien-Feldzug. 1811 wurde er Premier-Leutnant, 1813 Kapitän III. Klasse und  1817 Kapitän II. Klasse. Er diente 1813 bis 1815 zuerst auf französischer, dann auf deutscher Seite in den Befreiungskriegen und war auch Mitglied des Generalstabs. 1825 wurde er Adjutant von Generalleutnant Prinz Emil und dafür als Rittmeister I. Klasse zur Kavallerie versetzt. 1827 erhielt er den Charakter eines Majors der Kavallerie. Ab 1831 war er Major im Generalstab.
1834 ernannte ihn der Großherzog zum Gesandten in Berlin, eine Stellung, in der er bis 1847 verblieb. Dabei wurde er mehrfach charakterisiert: 1836 Oberstleutnant, 1841 Oberst und 1845 Generalmajor à la suite. 1847 wurde er Generaladjutant von Großherzog Ludwig II., der aber 1848 faktisch abdankte und noch im selben Jahr verstarb.
In der Endphase der Revolution von 1848 im Großherzogtum Hessen erhielt Friedrich von Schäffer-Bernstein 1849 den Oberbefehl über die Armeedivision in Südhessen, den er bis 1859 behielt, und nahm an der militärischen Niederschlagung der Badischen Revolution teil. In der Nacht vom 28. auf den 29. Mai 1849 führte Schäffer-Bernstein persönlich die Abteilung, die das von feindlichen Truppen unter Oberst Ludwig Blenker besetzte Worms zurückeroberte. In den Kämpfen gegen die badische Revolutionsarmee unter Ludwik Mierosławski befehligte er das Gros des Neckarkorps unter General Eduard von Peucker.

### Kriegsministerium
Am 14. Juni 1849 wurde Friedrich von Schäffer-Bernstein die Leitung des Kriegsministeriums übertragen. Er löste Generalmajor Philipp Graf von Lehrbach ab, der in der Revolution 1848/49 kurzfristig Kriegsminister gewesen war. Den Titel „Minister“ trug er ab dem 1. Oktober 1849. Er wurde Generalleutnant, 1858 General der Infanterie, war bis 1859 zugleich Kommandeur der Armeedivision und ab 1859 Generalinspekteur der Armeedivision. 1861 verstarb er im Amt. Sein Nachfolger wurde Generalleutnant Friedrich von Wachter.

### Weitere Engagements
1851 wurde er – noch nach dem Wahlrecht der Revolutionszeit – zum Mitglied der Ersten Kammer der Landstände des Großherzogtums Hessen gewählt, der er ab 1856 durch Ernennung seitens des Großherzogs auf Lebenszeit angehörte (14.–16. Landtag).

## Ehrungen
- 1835 Kommandeurkreuz des badischen Ordens vom Zähringer Löwen[9]
- 1840 Johanniterorden[10]
- 1840 Russischer Sankt-Stanislaus-Orden II. Klasse[11]
- 1841 Preußischer Roter Adlerorden II. Klasse[12]
- 1843 Kommandeurkreuz I. Klasse des Ludewigs-Ordens[13]
- 1845 Großkreuz des portugiesischen Militär-Ordens St. Benois d’Aviz[14]
- 1846 Großkreuz des Verdienstordens Philipps des Großmütigen[15]
- 1849 Komturkreuz I. Klasse des badischen Militär-Karl-Friedrich-Verdienstordens[16]
- 1849 Preußischer Roter Adler-Orden II. Klasse mit Stern und Schwertern[17]
- 1850 Großkreuz des Kurfürstlich-Hessischen Hausordens vom goldenen Löwen[18]
- 1850 Ernennung zum Zweiten Inhaber des  1. Großherzoglich-Hessischen Leibgarde-Infanterie-Regiments[19]
- 1851 Großkreuz des Württembergischen Friedrichs-Ordens[20]
- 1851 Preußischer Roter-Adler-Orden I. Klasse mit Schwertern[21]
- 1853 Großkreuz des Ludewigsordens[22]
- 1857 Großkreuz des Ordens der Württembergischen Krone[23]
- 1857 Großkreuz des russischen Weißer-Adler-Ordens[24]
- 1858 Großkreuz mit Brillanten des Ludewigs-Ordens[25]